# Tom Kite
Tom Kite, né le 9 décembre 1949 à Austin, est un golfeur américain
Passé professionnel en 1972, il est connu comme l'un des joueurs les plus innovants, tout d'abord en étant le premier à ajouter un troisième wedge dans son sac de clubs, puis à être parmi les premiers à utiliser les services d'un psychologue.
Nommé rookie de l'année 1973, il obtiendra de nombreuses distinctions et remportera 19 titres sur le circuit PGA ce qui lui permettra d'être le premier joueur de l'histoire à atteindre les 6 millions de dollars de gains, puis les 7, 8 et enfin 9 millions de dollars.
Cependant son titre de gloire sera sa victoire lors de l'US Open de golf 1992. Il aura également l'honneur de représenter sept fois les couleurs américaines en Ryder Cup puis sera même nommé capitaine lors de l'édition 1997 remportée par l'équipe européenne au Valderrama Golf Club en Espagne.